# У пошуках Джекі
«У пошуках Джекі» (англ. Looking for Jackie) — китайський фільм з Джекі Чаном у головній ролі. Фільм вийшов на екрани в 2009 році.

## Сюжет
Чеонгу Ят-сану 16 років, він живе в Індонезії і мріє про те, що коли-небудь зустрінеться з своїм кумиром Джекі Чаном, який візьме його в учні. Чеонг настільки занурений у свої мрії, що навіть до ладу не вчиться — особливо погані оцінки у нього з мандаринського діалекту, через що однокласники його дразнять. Чеонга хочуть відправити до дідуся і бабусі до Пекіна, і хоча спочатку підліток не хоче виїжджати, потім він дізнається, що Джекі Чан приїхав до Пекіна, щоб зніматися в черговому фільмі.